# M114 CRC
M114 CRC (Command and Reconnaissance Carrier M114) – amerykański bojowy wóz rozpoznawczy, produkowany przez General Motors oraz Cadillac w pierwszej połowie lat 60. Podobnie jak M113, był amfibią oraz mógł być zrzucony z samolotu na spadochronie. Jednak w przeciwieństwie do M113, M114 podczas wojny w Wietnamie stał się nieużyteczny i zastąpił go lekki czołg M551 Sheridan. Do roku 1973 był używany przez armię Stanów Zjednoczonych, później został wcielony do służb policyjnych w USA.

## Warianty pojazdu
- T114 – wersja testowa
- M114 – wersja produkcyjna
- M114A1 – służący jako stacja dla komandosów z karabinem maszynowym kalibru .50 przeformowany w vana
- M114A2 – (również jako M114A1E1) uzbrojenie w tym wariancie posiada 20 mm działko Hispano-Suiza HS.820 (M139 w USA) z napędem hydraulicznym